# 黄海青年線
黄海青年線（ファンヘチョンニョンせん）は、朝鮮民主主義人民共和国黄海北道沙里院市にある沙里院青年駅から黄海南道海州市にある海州青年駅までを結ぶ鉄道路線。

## 概要
日本統治時代に建設された長淵線・沙海線・黄海本線を原型としている。現在の区間の中では1925年9月1日未力駅 - 新院駅 - 下聖駅（現：下成駅）間が朝鮮鉄道によって狭軌線として最初に開通された区間である。その後1929年から1933年まで新院駅 - 東海州駅 - 海州駅間が段階的に開業した。1944年4月1日黄海線全線が国有化された。現在の下成駅 - 海州駅間は沙海線・下聖線・土海線の一部に当たる。
1944年10月1日沙里院駅 - 下聖駅間が朝鮮総督府鉄道黄海本線として開業した。同時に既存の下聖駅は軌間が違ったため旧下聖駅と改称された。朝鮮戦争の停戦以後黄海本線は新院駅まで延長され、1958年8月12日に下聖 - 海州間を改軌するなど、既存の狭軌路線は標準軌に改軌された。鶴峴駅 - 東海州駅間は現在移設され、白川線長方駅で連結されている。
1982年に全線が電化された。

## 路線データ
この節の出典
- 路線距離：沙里院青年 - 海州青年間73.3km
- 駅数：13（両端駅を含む）
- 軌間：1435mm
- 電化区間：全線（直流3000V）
- 複線区間：なし

## 運行形態
2002年時点の時刻表では、海州青年 - 満浦青年間を結ぶ急行列車1往復、海州青年 - 恵山青年間を結ぶ準急行列車1往復、海州青年 - 平壌 - 南浦間を結ぶ各駅停車1往復の計3往復、全線を走破する旅客列車が設定されており、この他海州青年 - 鉄鉱間を結ぶ各駅停車1往復が途中の銀波まで当路線を経由していた。

## 駅一覧
| 駅名                    | 駅名                    | 駅名                         | 駅間キロ (km) | 沙里院青年 からの 累計キロ (現在線) (km) | 三江 からの 累計キロ (旧線) (km) | 接続路線             | 所在地   | 所在地   |
| 日本語                  | 朝鮮語                  | 英語                         | 駅間キロ (km) | 沙里院青年 からの 累計キロ (現在線) (km) | 三江 からの 累計キロ (旧線) (km) | 接続路線             | 所在地   | 所在地   |
| ----------------------- | ----------------------- | ---------------------------- | ------------- | ---------------------------------------- | -------------------------------- | -------------------- | -------- | -------- |
| 沙里院青年駅 (沙里院駅) | 사리원청년역 (사리원역) | Sariwŏn Ch'ŏngnyŏn (Sariwŏn) | 0.0           | 0.0                                      | -11.9                            | 北朝鮮鉄道省：平釜線 | 黄海北道 | 沙里院市 |
| 松山駅                  | 송산역                  | Songsan                      |               |                                          | -                                |                      | 黄海北道 | 鳳山郡   |
| 銀波駅                  | 은파역                  | Ŭnp'a                        |               |                                          | -                                | 北朝鮮鉄道省：殷栗線 | 黄海北道 | 銀波郡   |
| 墨川駅                  | 묵천역                  | Mukch'ŏn                     |               |                                          | -                                |                      | 黄海北道 | 銀波郡   |
| 御史駅                  | 어사역                  | Ŏsa                          |               |                                          | -                                |                      | 黄海北道 | 銀波郡   |
| 雲陽駅                  | 운양역                  | Unyang                       |               |                                          | -                                |                      | 黄海南道 | 新院郡   |
| 下成駅 (下聖駅)         | 하성역                  | Hasŏng                       | 5.6           |                                          | 新院から 5.6                     |                      | 黄海南道 | 新院郡   |
| 新院駅                  | 신원역                  | Sinwŏn                       | 5.6           |                                          | 0.0                              |                      | 黄海南道 | 新院郡   |
| 新院駅                  | 신원역                  | Sinwŏn                       | 5.6           | 三江から 30.7                            |                                  |                      | 黄海南道 | 新院郡   |
| 七万山駅                | 칠만산역                | Ch'ilmansan                  |               |                                          |                                  |                      | 黄海南道 | 新院郡   |
| 塩灘駅                  | 염탄역                  | Yŏmt'an                      |               |                                          | 37.6                             |                      | 黄海南道 | 新院郡   |
| 新酒幕駅                | 신주막역                | Sinjumak                     | 8.3           |                                          | 45.9                             |                      | 黄海南道 | 新院郡   |
| 鶴峴駅                  | 학현역                  | Hakhyŏn                      | 6.8           |                                          | 52.7                             |                      | 黄海南道 | 海州市   |
| 長芳駅                  | 장방역                  | Changbang                    |               |                                          |                                  | 北朝鮮鉄道省：白川線 | 黄海南道 | 海州市   |
| 海州青年駅 (海州駅)     | 해주청년역 (해주역)     | Haeju Ch'ŏngnyŏn (Haeju)     |               |                                          |                                  | 北朝鮮鉄道省：甕津線 | 黄海南道 | 海州市   |

### 廃止区間
旧・沙海線（沙里院青年～新院間）
沙里院青年駅(사리원청년역)（三江起点-11.9km） - 西沙里院駅(서사리원역)（三江起点-10.4km） - 嵋谷駅(미곡역)（三江起点-8.3km） - 西鐘駅(서종역)（三江起点-3.7km） - 三江駅(삼강역)（三江起点0.0km、長淵線に接続） - 広灘駅(광탄역)（三江起点6.0km） - 石灘駅(석탄역)（三江起点10.8km） - 花山駅(화산역)（三江起点13.0km、内土線に接続） - 長寿山駅(장수산역)（三江起点16.2km） - 未力駅(미력역)（三江起点20.9km） - 新院駅(신원역)（三江起点30.7km、下聖線に接続）
- 駅名は廃止当時のもの。沙里院青年駅～三江駅間は旧・長淵線であるが、起点からの距離を記述するためここでも記述。
- 西沙里院駅は黄海北道沙里院市に位置していた。
- 嵋谷駅は黄海北道鳳山郡に位置していた。
- 西鐘駅～広灘駅の各駅は黄海北道銀波郡に位置していた。
- 石灘駅～未力駅の各駅は黄海南道載寧郡に位置していた。

旧・沙海線（長芳～海州港間）
東海州駅(동해주역)（三江起点59.0km） - 青陽駅(청양역)（三江起点62.1km） - 東浦駅(동포역)（三江起点65.1km） - 海州埠頭駅(해주부두역)（三江起点68.1km）
- 駅名は廃止当時のもの。
- 駅は全て黄海南道海州市に位置していた。

内土線
花山駅(화산역)（花山起点0.0km、旧・沙海線に接続） - 内土駅(내토역)（花山起点2.1km）
- 駅は全て黄海南道載寧郡に位置していた。

## 参考資料
- 国分隼人（2007年）. 『将軍様の鉄道 北朝鮮鉄道事情』, 新潮社. ISBN 9784103037316